# Cicindela scutellaris unicolor
Cicindela (Cicindela) scutellaris unicolor – podgatunek chrząszcza z rodziny biegaczowatych i podrodziny trzyszczowatych.
Takson ten opisany został w 1825 roku przez Pierre’a F.M.A. Dejeana jako podgatunek Cicindela scutellaris i tak jest traktowany w katalogu Y. Bousqueta z 2012 oraz przewodniku D. Pearsona z 2015. Natomiast baza Carabidae of the World klasyfikuje go natomiast jako podgatunek C. varians.
Wierzch ciała błyszczący, jednobarwnie niebieski, niebieskozielony lub żółtozielony, bez białych plamek. Warga górna o ząbkach bocznych mniejszych niż środkowy, u samców całkiem biała. Na nadustku brak położonych szczecinek. Na czole obecne wzniesione szczecinki, poza nadocznymi. Policzki nagie. Głaszczki wargowe o członie przedostatnim zbliżonym średnicą do wierzchołka ostatniego. Poza punktami szczecinkowymi pokrywy gładkie. Odnóża przedniej pary o krętarzach pozbawionych wyposażonych w szczeciny przedwierzchołkowe.
Dorosłe spotykane wiosną i jesienią. Zasiedlają otwarte zakrzewienia leśne, podobne do jak C. abdominalis, C. scabrosa, Ellipsoptera hirtilabris czy E. gratiosa.
Trzyszcz ten jest endemitem południowo-wschodnich Stanów Zjednoczonych. Występuje we wschodnim Tennessee, Wirginii, Karolinie Północnej, Karolinie Południowej, Georgii, Missisipi, Alabamie i Florydzie. Stwierdzenia z Teksasu, Nowego Meksyku, Oklahomy, Luizjany i Kolorado uznawane są za wątpliwe. Na Florydzie notowany z hrabstw: Alachua, Brevard, Columbia, Dixie, Escambia, Gadsden, Gilchrist, Hillsborough, Lake, Levy, Liberty, Marion, Nassau, Okaloosa, Putnam, Seminole, St. Johns, Suwannee, Taylor, Volusia, Walton.